# DKBTrace

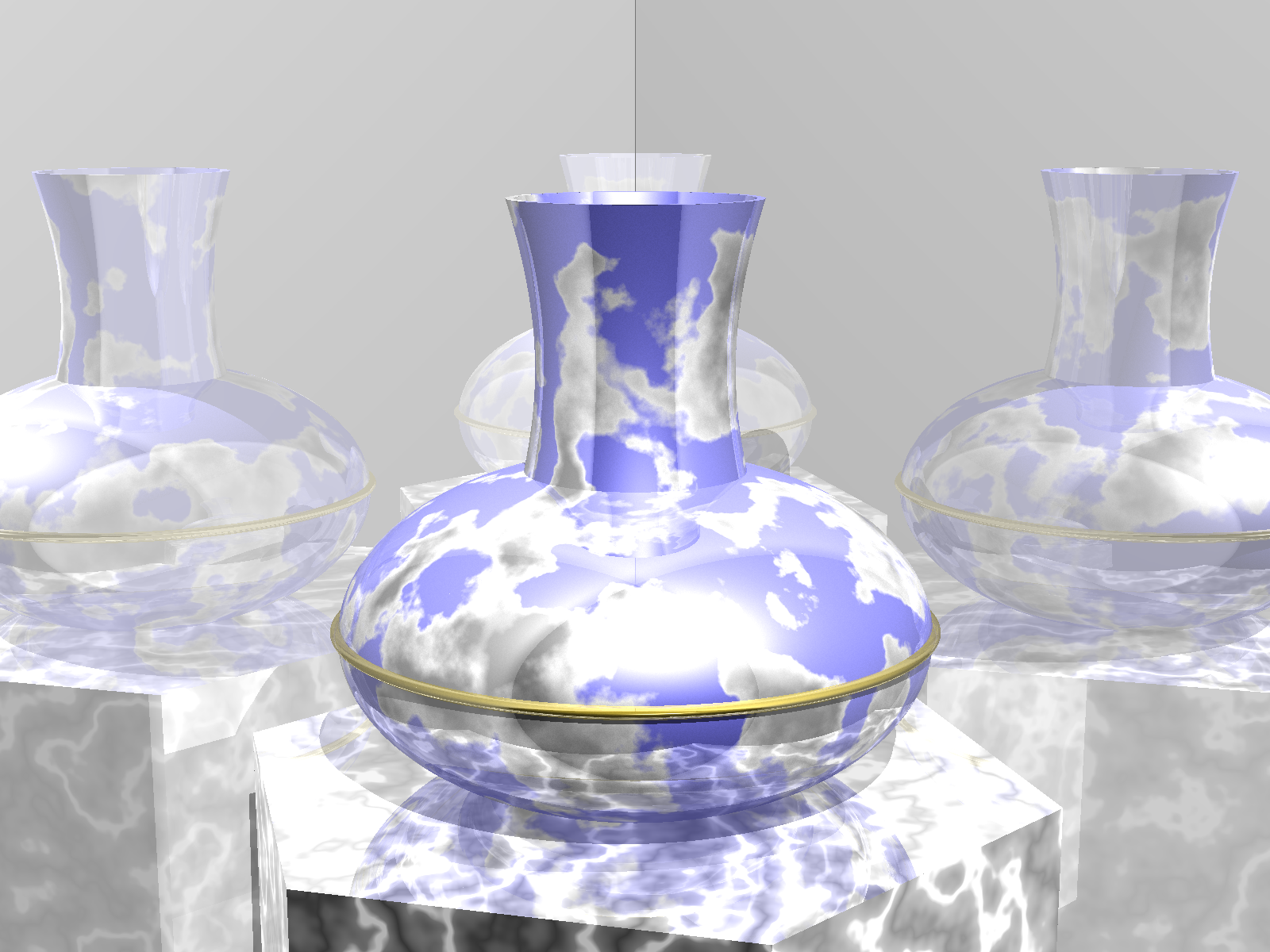
Eine Vase, gerendert mit DKBTrace 2.12

DKBTrace ist ein 1986 von Aaron A. Collins und David Buck geschriebener Raytracer, dessen Quellcode 1991 freigegeben wurde. Auf dieser Basis entstand der populäre Raytracer POV-Ray.
DKBTrace lief zunächst auf dem Amiga, später auch unter MS-DOS und UNIX. Es besaß keine grafische Benutzeroberfläche; die Szene wurde mit einer speziellen Beschreibungssprache (Scene Description Language, SDL) beschrieben, die DKBTrace dann als Textdatei per Kommandozeile übergeben wurde.